# Nonoichi
Nonoichi (野々市市, Nonoichi-shi) est une ville située dans la préfecture d'Ishikawa, au Japon.

## Géographie

### Situation
Nonoichi est située dans le sud-ouest de la préfecture d'Ishikawa, entre les villes de Kanazawa et Hakusan.

### Démographie
En avril 2022, la population de la ville de Nonoichi était de 53 988 habitants pour une superficie de 13,56 km2.

### Climat
Nonoichi a un climat continental humide caractérisé par des étés doux et des hivers froids avec de fortes chutes de neige. La température moyenne annuelle à Nomi est de 14,3 °C. La pluviométrie annuelle moyenne est de 2 542 mm, septembre étant le mois le plus humide. Les températures sont les plus élevées en moyenne en août, à environ 26,8 °C, et les plus basses en janvier, à environ 3,0 °C.

## Histoire
Le village moderne de Nonoichi a été créé le 1er avril 1889. Il a acquis le statut de bourg le 1er juillet 1924, puis de ville le 11 novembre 2011.

## Éducation
- Université préfectorale d'Ishikawa

## Transports
La ville est desservie par la ligne IR Ishikawa Railway de la compagnie IR Ishikawa Railway, ainsi que par la ligne Ishikawa de la compagnie Hokuriku Railroad.

## Jumelage
Nonoichi est jumelée avec :
- Gisborne (Nouvelle-Zélande),
- Shenzhen (Chine).